# Markus Schirmer

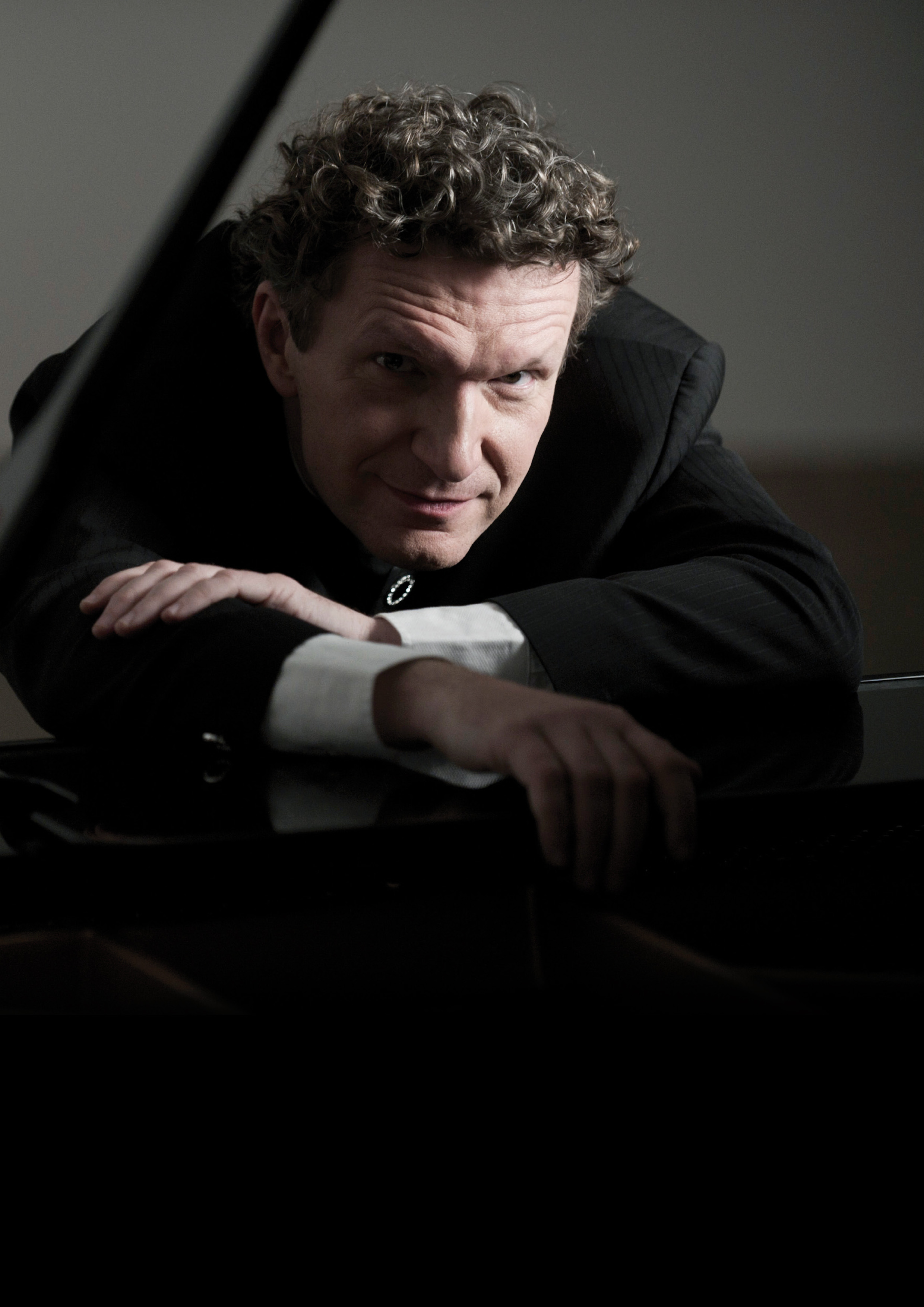
Markus Schirmer

Markus Schirmer (* 10. Juni 1963 in Graz) ist ein österreichischer Musiker und Komponist. Er ist ein international erfolgreicher Pianist und Professor an der Universität für Musik und darstellende Kunst Graz.

## Leben
Markus Schirmer besuchte als Schüler das Akademische Gymnasium Graz (1973–1981). Sein Deutschlehrer war der Schriftsteller, Lyriker und Philosoph Alfred Kolleritsch. Schirmer absolvierte seine Reifeprüfung im Jahr 1981. Anschließend studierte er Klavier u. a. bei Rudolf Kehrer, Karl-Heinz Kämmerling, Paul Badura-Skoda und Doris Wolf.
Er tritt auf den wichtigsten Konzertpodien und Festivals auf: Wiener Musikverein & Konzerthaus, Herkulessaal & Philharmonie/München, Suntory Hall/Tokio, Wigmore Hall/London, Gewandhaus/Leipzig, Rudolfinum/Prag, Konzerthaus Berlin, Megaron/Athen, Finlandia-Halle/Helsinki, Teatro Teresa Carreño/Carracas, Victoria Hall/Genf, Teatro Olimpico/Vicenza, Festival international de piano „La Roque d´Antheron“, Rheingau Musik Festival, Schubertiade, Bregenzer Festspiele, Klavierfestival Ruhr, Styriarte, Lucerne Festival, Mondseetage, IGNM-Weltmusikfest u. v. m.
Schirmer arbeitet mit bedeutenden Orchestern und Dirigenten, so z. B. Wiener Philharmoniker, English Chamber Orchestra, Tokyo Symphony Orchestra, Wiener Symphoniker, Mariinsky Orchestra, Sinfonia Varsovia, Orchestre de la Suisse Romande, Radio-Symphonieorchester Wien, München, Leipzig, Tschechische Philharmonie, Finnish Radio Symphony Orchestra unter Valery Gergiev, Sir Neville Marriner, Lord Yehudi Menuhin, Jukka-Pekka Saraste, Michael Gielen, Philippe Entremont, Sir Charles Mackerras, Pinchas Steinberg, John Axelrod, Fabio Luisi, Roy Goodman oder Philippe Jordan.
Er begeistert sich besonders für Schubert, aber auch für Raritäten wie Brittens ironisches Klavierkonzert, die transzendenten Werke Szymanowskis oder Apostels „Kubiniana“. Kammermusik nimmt in seinem Schaffen einen großen Stellenwert ein. So musiziert er mit Julian Rachlin, Renaud Capuçon, Clemens Hagen, Christian Altenburger, Danjulo Ishizaka, Patrick Demenga, dem Artis-Quartett, dem Auryn Quartett, dem Chilingirian quartet, dem Gaede Trio u. v. a.
Markus Schirmer schrieb im Laufe der Jahre zahlreiche Lieder, unter anderem für die in Wien lebende portugiesisch-australische Sängerin Sandra Pires.
Des Weiteren widmet er sich künstlerischen Projekten, etwa „Scurdia“, einer 1998 von Schirmer initiierten Crossover-Partnerschaft mit dem kurdischen Lautisten Risgar Koshnaw und weiteren internationalen Künstlern.
Schirmer ist Professor an der Universität für Musik und darstellende Kunst Graz, wo er seit 2000 eine Konzertfachklasse für Klavier leitet und ist auch als Juror bei verschiedenen internationalen Klavierwettbewerben tätig. Er engagiert sich auch für „Live Music Now“, ein Projekt, welches seinerzeit von Yehudi Menuhin zur Förderung musikalischer Hochbegabungen ins Leben gerufen wurde.
Nachdem er anlässlich eines Konzertabends zufällig auf der Bühne den Liedermacher, Musiker und Sänger Schiffkowitz getroffen hatte, beschlossen die beiden unter Schiffkowitz & Schirmer ein gemeinsames Projekt zu starten, mit dem sie seit spätestens 2017 gemeinsam auftreten.

## Auszeichnungen
Für seine ungewöhnliche künstlerische Vielseitigkeit erhielt Markus Schirmer im Rahmen der internationalen Musikmesse EUROMUSIC den „Music Manual Award“. Eine der angesehensten Auszeichnungen für einen österreichischen Künstler wurde ihm 2004 in Form des „Karl-Böhm-Interpretationspreises“ zuteil. Für seine erste CD mit Schubert-Sonaten erhielt er den „Preis der deutschen Schallplattenkritik“. Weitere Auszeichnungen seiner Einspielungen sind etwa der „Supersonic award“ Luxemburg (Pizzicato) oder der Ö1-Pasticciopreis.
2014 wurde er mit dem Großen Josef-Krainer-Preis ausgezeichnet.

## Repertoire

### Orchesterkonzerte
- W. A. Mozart: Klavierkonzerte: Kv 271 (Es-Dur), Kv 365 (Es-Dur, 2 Klaviere), Kv 414 (A-Dur), Kv 459 (F-Dur), Kv 466 (d-Moll), Kv 467 (C-Dur), Kv 482 (Es-Dur), Kv 488 (A-Dur), Kv 491 (c-Moll), Kv 503 (C-Dur), Kv 537 (D-Dur), Kv 595 (B-Dur)
- K. Ditters v. Dittersdorf: Klavierkonzert A-Dur
- L. v. Beethoven: Alle 5 Klavierkonzerte, Tripelkonzert, Chorfantasie
- F. Liszt: Klavierkonzert Nr. 1 (Es-Dur), Totentanz (Danse macabre)
- F. Mendelssohn-Bartholdy: Klavierkonzerte Nr. 1 (g-Moll, op. 25), Nr. 2 (d-Moll, op. 40)
- R. Schumann: Klavierkonzert a-Moll
- E. Grieg: Klavierkonzert a-Moll
- J. Brahms: Klavierkonzerte Nr. 1 (d-Moll), Nr. 2 (B-Dur)
- P. I. Tschaikowski: Klavierkonzert Nr. 1 (b-Moll)
- S. Rachmaninoff: Klavierkonzert Nr. 2 (c-Moll)
- S. Prokofieff: Klavierkonzert Nr. 1 (Des-Dur), Klavierkonzert Nr. 3 (C-Dur)
- M. Ravel: Klavierkonzert G-Dur
- J. Marx: Castelli Romani für Klavier und Orchester (ab Herbst 2010)
- G. Gershwin: Rhapsody in blue
- F. Poulenc: Konzert für 2 Klaviere (d-moll)
- A. Honegger: Concertino
- B. Britten: Klavierkonzert
- L. Bernstein: Symphonie Nr. 2 für Klavier und Orchester – „The Age of Anxiety“
- I. Strawinsky: Capriccio für Klavier und Orchester
- P. P. Palsson: Capriccio serioso (1996) für Klavier und Orchester

## Diskografie
- „The Mozart Sessions“, Klavierkonzerte KV 414, KV 415, Kirchensonate KV 336 – mit A Far Cry Kammerorchester; paladino music 0038
- Ludwig van Beethoven: Klaviersonaten op. 27 Nr. 1; op. 27 Nr. 2 („Mondschein“), op. 49 Nr. 1; op. 49 Nr. 2; 2 kleine Sonatinen in G und F; Tacet 2011, T 194
- „Pictures & Reflections“ (Maurice Ravel „Miroirs“, Modest Mussorgsky „Bilder einer Ausstellung“); Tacet 2005, T 132
- Ludwig van Beethoven: Frühe Klaviersonaten, op. 13 „Pathetique“; op. 2 Nr. 2 und op. 2 Nr. 3; Tacet 2003, T 128
- Ludwig van Beethoven: Klaviersonaten, op. 31 Nr. 1, op. 31 Nr. 3 und op. 53 „Waldstein“; Tacet 2008, T 173
- W. A. Mozart: Die Klavierquartette; Tacet 2002 (CD: Nr. 116, DVD: Nr. D116)
- Franz Schubert: Klaviersonaten D625 f moll, D 845 a moll; Lotus Records (LR 9414CD)
- Joseph Haydn: Klaviersonaten Vol. 1; Lotus Records (LR 9517CD)
- Markus Schirmer & Wolfram Berger „Engel im Kopf“
- Scurdia – Markus Schirmer & Friends: United live; Lotus Records 2011 (LR 10931CD)

## Projekte
- Engel im Kopf

Zusammen mit dem Grazer Schauspieler Wolfram Berger entwarf Schirmer das Kleinkunstprogramm „Engel im Kopf“, eine Kollage aus Schüttelreimen, Schlager, Minnegesang, Volksliedern und Kinderreimen.
- Scurdia

„Scurdia“ ist ein Improvisationsprojekt, welches außergewöhnliche Musiker aus allen Teilen der Welt auf einer Bühne vereint und durch den Brückenschlag zwischen den verschiedensten Kulturkreisen neue künstlerisch-kreative Energien freizusetzen vermag. Mit dabei sind unter anderen der international renommierte Gitarrist und gebürtige Venezolaner Arnoldo Moreno, der als Percussionist für Opus, EAV, STS tätig gewesene Ismael Barrios, der deutsche Flötist Reinhard Grube und Keyboarder Franz Kreimer von den Ausseer Hardbradlern.
- Die 7 Todsünden

Kurt Weills „Die 7 Todsünden“ in einer von Schirmer bearbeiteten Fassung für Stimme und Solo-Klavier mit der US-Sängerin und Schauspielerin Helen Schneider.

## Weitere Quellen
- „Rattenfänger“ am Klavier mit Mozart als Köder – Artikel von Peter Vujica auf derStandard.at, 19. April 2006
- Stadt Graz – Stadtportal Graz, 23. Dezember 2013
- Markus Schirmer: Grenzenlose Freiheit – Artikel von Wilhelm Sinkovicz (Die Presse), 13. Jänner 2004
- Markus Schirmer bei Lotus Records – Markus Schirmer bei Lotus Records
- Musikfest Weinzierl – Musikfest Weinzierl
- Styriarte – Styriarte

| Personendaten    | Personendaten            |
| ---------------- | ------------------------ |
| NAME             | Schirmer, Markus         |
| KURZBESCHREIBUNG | österreichischer Pianist |
| GEBURTSDATUM     | 10. Juni 1963            |
| GEBURTSORT       | Graz                     |